# Isabel Barletta
Isabel Barletta (* 12. September 1911 in Buenos Aires; † 12. Mai 2025 ebenda) war eine argentinische Supercentenarian.

## Leben
Isabel Barletta wuchs gemeinsam mit mehreren älteren Brüdern und einer vier Jahre jüngeren Schwester in Buenos Aires auf, wo sie auch zeitlebens wohnte.
Nach ihrem Schulabschluss studierte sie ab Ende der 1920er-Jahre Kunstgeschichte und Malerei an einer Universität in Buenos Aires. Nach Ende des Zweiten Weltkrieges war sie als Lehrerin für Kunstgeschichte, Zeichnen und Malerei an verschiedenen Universitäten und Hochschulen in ganz Argentinien tätig. Mitte der 1970er-Jahre ging sie in den Ruhestand. Bis ins hohe Alter von über 90 Jahren besuchte sie verschiedene Kurse über das Zeichnen, die Malerei und Lehrgänge über den Umgang mit dem Internet.
Barletta lebte bis zu ihrem 106. Lebensjahr in ihrer Wohnung und führte ihren Haushalt noch weitgehend eigenständig. Sie betreute bis dahin auch ihre pflegebedürftige jüngere Schwester Deolinda (* 1915), die mit knapp 100 Jahren in ein Pflegeheim eingezogen war. Ab Frühjahr 2018 wohnte Barletta in demselben Pflegeheim in Buenos Aires, wo auch ihre Schwester seit Mitte der 2010er-Jahre lebt.
Mit ihrem 110. Geburtstag im September 2021 wurde Barletta zur Supercentenarian. Mit dem Tod von Casilda Ramona Benegas im Alter von 115 Jahren am 28. Juni 2022 wurde Barletta die älteste in Argentinien lebende Person.
Isabel Barletta starb am 12. Mai 2025 im Alter von 113 Jahren und 242 Tagen (insgesamt 41.516 Tage).